# Pu'er
Cet article concerne la ville chinoise. Pour le thé, voir Pu-erh.

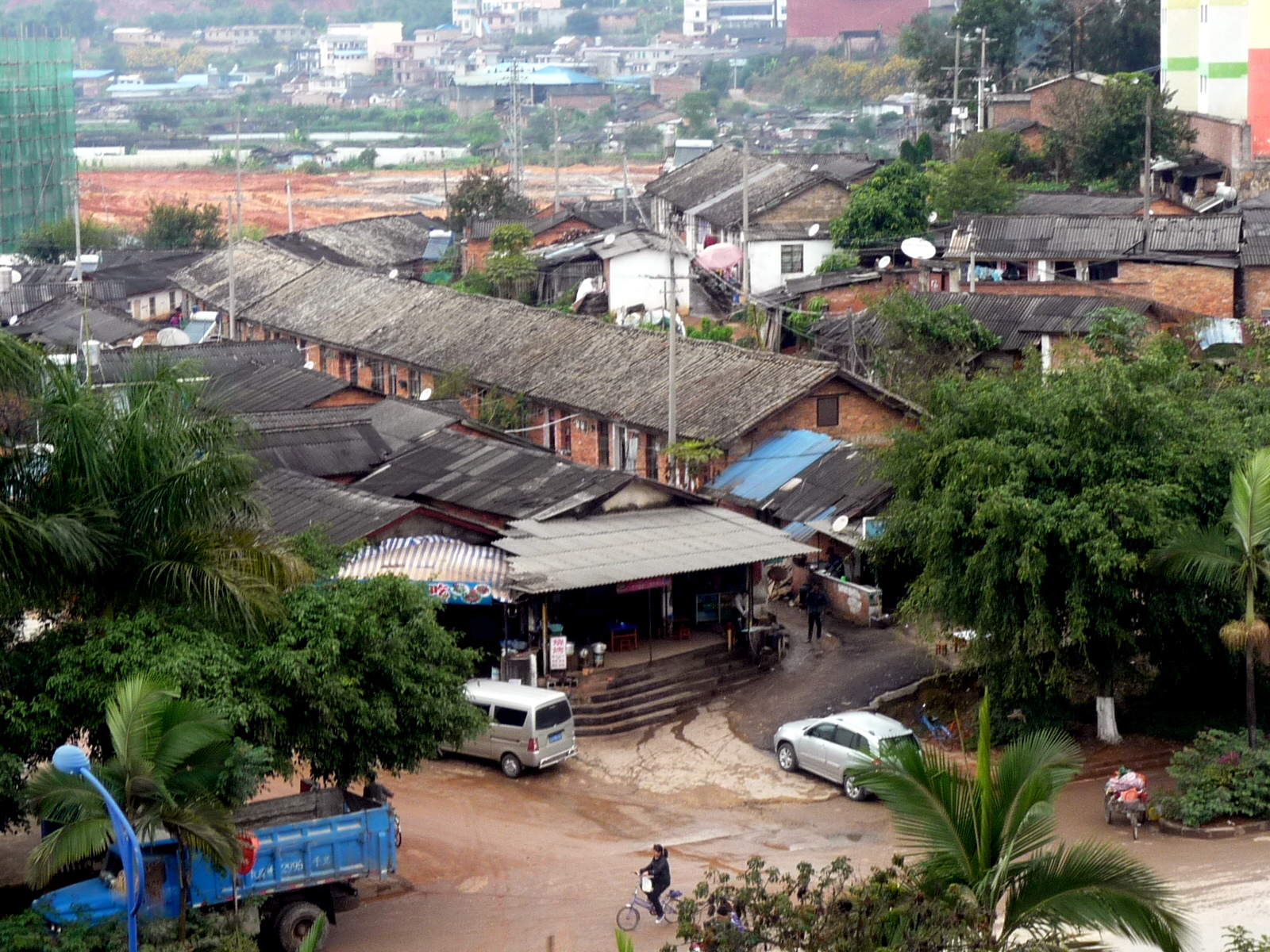
Alentours de la gare routière de Pu'er.

Pu'er (chinois : 普洱市 ; pinyin : pǔ'ěr shì) est une ville de la province du Yunnan en Chine. Son ancien nom de Simao (思茅, Sīmáo) a été officiellement remplacé le 8 avril 2007 par celui du thé particulièrement renommé dont cette ville est le marché depuis l'Antiquité, le pu-erh, produit dans la région voisine de Xishuangbanna , reprenant ainsi le nom qui avait été le sien avant 1950.

## Subdivisions administratives
La ville-préfecture de Pu'er exerce sa juridiction sur dix subdivisions - un district et neuf xian autonomes :
- le district de Simao - 思茅区 Sīmáo Qū ;
- le xian autonome hani et yi de Ning'er - 宁洱哈尼族彝族自治县 Níng'ěr hānízú yízú Zìzhìxiàn ;
- le xian autonome hani de Mojiang - 墨江哈尼族自治县 Mòjiāng hānízú Zìzhìxiàn ;
- le xian autonome yi de Jingdong - 景东彝族自治县 Jǐngdōng yízú Zìzhìxiàn ;
- le xian autonome dai et yi de Jinggu - 景谷傣族彝族自治县 Jǐnggǔ dǎizú yízú Zìzhìxiàn ;
- le xian autonome yi, hani et lahu de Zhenyuan - 镇沅彝族哈尼族拉祜族自治县 Zhènyuán yízú hānízú lāhùzú Zìzhìxiàn ;
- le xian autonome hani et yi de Jiangcheng - 江城哈尼族彝族自治县 Jiāngchéng hānízú yízú Zìzhìxiàn ;
- le xian autonome dai, lahu et va de Menglian - 孟连傣族拉祜族佤族自治县 Mènglián dǎizú lāhùzú wǎzú Zìzhìxiàn ;
- le xian autonome lahu de Lancang - 澜沧拉祜族自治县 Láncāng lāhùzú Zìzhìxiàn ;
- le xian autonome va de Ximeng - 西盟佤族自治县 Xīméng wǎzú Zìzhìxiàn.